# Melur
Melur là một thành phố và khu đô thị của quận Madurai thuộc bang Tamil Nadu, Ấn Độ.

## Địa lý
Melur có vị trí 10°03′B 78°20′Đ / 10,05°B 78,33°Đ Nó có độ cao trung bình là 149 mét (488 feet).

## Nhân khẩu
Theo điều tra dân số năm 2001 của Ấn Độ, Melur có dân số 33.743 người. Phái nam chiếm 51% tổng số dân và phái nữ chiếm 49%. Melur có tỷ lệ 77% biết đọc biết viết, cao hơn tỷ lệ trung bình toàn quốc là 59,5%: tỷ lệ cho phái nam là 83%, và tỷ lệ cho phái nữ là 71%. Tại Melur, 11% dân số nhỏ hơn 6 tuổi.